# Lijst van rijksmonumenten in Hulst (gemeente)
De gemeente Hulst telt 109 inschrijvingen in het rijksmonumentenregister. Hieronder een overzicht.

## Clinge
De plaats Clinge telt 4 inschrijvingen in het rijksmonumentenregister.
| Object            | Oorspronkelijke functie?  | Bouwjaar  | Architect | Locatie             | Coördinaten?                 | Nr.?   | Afbeelding        |
| ----------------- | ------------------------- | --------- | --------- | ------------------- | ---------------------------- | ------ | ----------------- |
| Sint-Henricuskerk | Kerk en kerkonderdeel     | 1875-1876 |           | 's-Gravenstraat 169 | 51° 16' 10" NB, 4° 5' 23" OL | 509696 | Meer afbeeldingen |
| Pastorie          | Kerkelijke dienstwoning   | 1875      |           | 's-Gravenstraat 167 | 51° 16' 10" NB, 4° 5' 23" OL | 509697 | Pastorie          |
| Engelse tuin      | Tuin, park en plantsoen   | 1800-1860 |           | 's-Gravenstraat 167 | 51° 16' 10" NB, 4° 5' 23" OL | 509698 | Engelse tuin      |
| Baarhuisje        | Begraafplaats en -onderdl | 1875      |           | 's-Gravenstraat 167 | 51° 16' 10" NB, 4° 5' 23" OL | 509699 | Baarhuisje        |

## Graauw
De plaats Graauw telt 3 inschrijvingen in het rijksmonumentenregister.
| Object                                  | Oorspronkelijke functie? | Bouwjaar | Architect | Locatie                        | Coördinaten?                 | Nr.?   | Afbeelding        |
| --------------------------------------- | ------------------------ | -------- | --------- | ------------------------------ | ---------------------------- | ------ | ----------------- |
| Zwaantjeshof                            | Boerderij                |          |           | Oude Graauwsedijk 25           | 51° 20' 40" NB, 4° 4' 58" OL | 22793  | Meer afbeeldingen |
| Liniedijk tussen Hulst en Fort Zandberg | Open verdedigingswerk    |          |           | Perceel vm verdedigingsstelsel | 51° 17' 60" NB, 4° 5' 40" OL | 22794  | Upload foto       |
| Maria Hemelvaartskerk                   | Kerk en kerkonderdeel    | 1822     |           | Dorpsstraat 50                 | 51° 19' 46" NB, 4° 6' 17" OL | 509700 | Meer afbeeldingen |

## Heikant
De plaats Heikant telt 3 inschrijvingen in het rijksmonumentenregister.
| Object                               | Oorspronkelijke functie? | Bouwjaar  | Architect | Locatie              | Coördinaten?                | Nr.?   | Afbeelding                       |
| ------------------------------------ | ------------------------ | --------- | --------- | -------------------- | --------------------------- | ------ | -------------------------------- |
| Sint-Theresia van het Kind Jezuskerk | Kerk en kerkonderdeel    | 1929-1930 |           | Julianastraat 16     | 51° 15' 5" NB, 4° 1' 18" OL | 509687 | Meer afbeeldingen                |
| Pastorie                             | Kerkelijke dienstwoning  | 1930-1931 |           | Julianastraat 18     | 51° 15' 4" NB, 4° 1' 18" OL | 509688 | Pastorie                         |
| Processiegang voor Sint Theresia     | Kapel                    | 1934      |           | Julianastraat bij 16 | 51° 15' 5" NB, 4° 1' 18" OL | 509689 | Processiegang voor Sint Theresia |

## Hengstdijk
De plaats Hengstdijk telt 1 inschrijving in het rijksmonumentenregister.
| Object             | Oorspronkelijke functie? | Bouwjaar | Architect | Locatie                   | Coördinaten?                  | Nr.?  | Afbeelding        |
| ------------------ | ------------------------ | -------- | --------- | ------------------------- | ----------------------------- | ----- | ----------------- |
| Sint-Catharinakerk | Kerk en kerkonderdeel    | 1892     |           | Hengstdijkse Kerkstraat 6 | 51° 20' 39" NB, 3° 59' 46" OL | 22219 | Meer afbeeldingen |

## Hulst
De plaats Hulst telt 68 inschrijvingen in het rijksmonumentenregister.
Zie Lijst van rijksmonumenten in Hulst voor een overzicht.

## Kloosterzande
De plaats Kloosterzande telt 10 inschrijvingen in het rijksmonumentenregister.
Zie Lijst van rijksmonumenten in Kloosterzande voor een overzicht.

## Kuitaart
De plaats Kuitaart telt 3 inschrijvingen in het rijksmonumentenregister.
| Object                                      | Oorspronkelijke functie?  | Bouwjaar                       | Architect | Locatie                    | Coördinaten?                | Nr.?   | Afbeelding        |
| ------------------------------------------- | ------------------------- | ------------------------------ | --------- | -------------------------- | --------------------------- | ------ | ----------------- |
| Huis Lettenburg                             | Kasteel, buitenplaats     | waarschijnlijk 17e eeuw (kern) |           | Meerdijk 5                 | 51° 20' 9" NB, 4° 1' 44" OL | 22227  | Meer afbeeldingen |
| Vogelzicht                                  | Industrie- en poldermolen | 1865                           |           | Frederik Hendrikstraat 75  | 51° 20' 17" NB, 4° 2' 8" OL | 22228  | Meer afbeeldingen |
| Maalderij en smalspoor bij molen vogelzicht | Industrie                 | 1898                           |           | Frederik Hendrikstraat 75a | 51° 20' 18" NB, 4° 2' 6" OL | 521000 | Meer afbeeldingen |

## Lamswaarde
De plaats Lamswaarde telt 6 inschrijvingen in het rijksmonumentenregister.
| Object                                                                            | Oorspronkelijke functie? | Bouwjaar              | Architect | Locatie                     | Coördinaten?                 | Nr.?   | Afbeelding        |
| --------------------------------------------------------------------------------- | ------------------------ | --------------------- | --------- | --------------------------- | ---------------------------- | ------ | ----------------- |
| Losse vlaams-zeeuwse schuur onder schilddak gedekt met riet met opgenomen dakvoet | Boerderij                | eerste helft 19e eeuw |           | Roverbergsedijk 19          | 51° 20' 15" NB, 4° 3' 36" OL | 22229  | Meer afbeeldingen |
| Boerenhoeve bestaande uit een fors woonhuis                                       | Boerderij                | 1831-1834             |           | Jacobus de Waalstraat 8     | 51° 20' 38" NB, 4° 3' 19" OL | 22230  | Meer afbeeldingen |
| Mariaschool                                                                       | Onderwijs en wetenschap  | 1925-1926             |           | Achterstraat 25             | 51° 20' 40" NB, 4° 3' 23" OL | 509208 | Mariaschool       |
| Theresiagesticht                                                                  | Onderwijs en wetenschap  | 1925-1926             |           | Achterstraat 27             | 51° 20' 41" NB, 4° 3' 23" OL | 509209 | Theresiagesticht  |
| Sint-Corneliuskerk                                                                | Kerk en kerkonderdeel    | 1871-1873             |           | Jacobus de Waalstraat 23    | 51° 20' 41" NB, 4° 3' 20" OL | 509223 | Meer afbeeldingen |
| Bakhuis                                                                           | Boerderij                | vermoedelijk 18e eeuw |           | Jacobus de Waalstraat bij 8 | 51° 20' 38" NB, 4° 3' 19" OL | 513124 | Bakhuis           |

## Ossenisse
De plaats Ossenisse telt 2 inschrijvingen in het rijksmonumentenregister.
| Object                 | Oorspronkelijke functie? | Bouwjaar                    | Architect | Locatie        | Coördinaten?                  | Nr.?   | Afbeelding             |
| ---------------------- | ------------------------ | --------------------------- | --------- | -------------- | ----------------------------- | ------ | ---------------------- |
| Pastorie               | Kerkelijke dienstwoning  | rond 1875-1895              |           | Dorpsstraat 10 | 51° 23' 19" NB, 3° 58' 48" OL | 509205 | Pastorie               |
| Klein houten bijenhuis | Boerderij                | vermoedelijk begin 20e eeuw |           | Dorpsstraat 10 | 51° 23' 19" NB, 3° 58' 48" OL | 509206 | Klein houten bijenhuis |

## Sint Jansteen
De plaats Sint Jansteen telt 2 inschrijvingen in het rijksmonumentenregister.
| Object                | Oorspronkelijke functie? | Bouwjaar  | Architect | Locatie       | Coördinaten?                 | Nr.?   | Afbeelding        |
| --------------------- | ------------------------ | --------- | --------- | ------------- | ---------------------------- | ------ | ----------------- |
| Johannes de Doperkerk | Kerk en kerkonderdeel    | 1857-1860 |           | Hoofdstraat 4 | 51° 15' 42" NB, 4° 3' 10" OL | 22796  | Meer afbeeldingen |
| Pastorie              | Kerkelijke dienstwoning  | 1926-1927 |           | Hoofdstraat 6 | 51° 15' 43" NB, 4° 3' 9" OL  | 509703 | Pastorie          |

## Vogelwaarde
De plaats Vogelwaarde telt 2 inschrijvingen in het rijksmonumentenregister.
| Object             | Oorspronkelijke functie? | Bouwjaar  | Architect | Locatie      | Coördinaten?                 | Nr.?   | Afbeelding        |
| ------------------ | ------------------------ | --------- | --------- | ------------ | ---------------------------- | ------ | ----------------- |
| Sint-Gerulphuskerk | Kerk en kerkonderdeel    | 1860-1861 |           | Rapenburg 49 | 51° 19' 24" NB, 3° 59' 8" OL | 22231  | Meer afbeeldingen |
| Pauwhof            | Woonhuis                 | 1860      |           | Sasdijkweg 7 | 51° 18' 34" NB, 3° 59' 5" OL | 509222 | Pauwhof           |

## Walsoorden
De plaats Walsoorden telt 1 inschrijving in het rijksmonumentenregister.
| Object        | Oorspronkelijke functie? | Bouwjaar | Architect | Locatie         | Coördinaten?                 | Nr.?   | Afbeelding        |
| ------------- | ------------------------ | -------- | --------- | --------------- | ---------------------------- | ------ | ----------------- |
| Beaufortsluis | Waterkering en -doorlaat | 1906     |           | Eeckseweg bij 3 | 51° 22' 17" NB, 4° 1' 48" OL | 509220 | Meer afbeeldingen |

Borsele ·
Goes ·
Hulst ·
Kapelle ·
Middelburg ·
Noord-Beveland ·
Reimerswaal ·
Schouwen-Duiveland ·
Sluis ·
Terneuzen ·
Tholen ·
Veere ·
Vlissingen